# 塩村克己
塩村 克己（しおむら かつみ、1969年1月5日 - ）は、大阪府大阪市北区出身の元騎手・現調教助手

## 来歴
競馬とは無縁なサラリーマン家庭の長男として生まれ、従兄が馬術の名門杉谷乗馬クラブに勤務していた関係もあり、小学6年時から同クラブで乗馬を始めた。中学2年次の頃に小柄であったことにより周囲から騎手になることを勧められ、中学卒業後にJRA競馬学校騎手課程第3期生として入学した。同期には蛯名正義、芹沢純一、武豊らがいる。
1987年に騎手免許を取得し、栗東・小林稔厩舎からデビュー。3月7日の中京第2競走アラブ4歳以上300万下・ベナーホリデイ（14頭中8着）で初騎乗を果たし、同22日の中京第12競走4歳以上400万下・ヤマノブルタスで初勝利を挙げた。1年目の同年は、同期で新人最多勝利記録を更新した武豊（69勝）に次ぐ33勝を挙げ、若手のホープに数えられた。
2年目の1988年にも初年度を上回る35勝を挙げていたが、12月11日の愛知杯でハギノトップガンに騎乗した際に転倒し落馬。左腕を複雑骨折する重傷を負ったが、約10ヶ月の療養を経て、3年目の1989年には無事に復帰。年末の阪神牝馬特別を9番人気のルイジアナピットで制し、重賞初勝利を挙げた。
1990年以降は20勝前後の成績が続き、1993年に小林厩舎を離れてフリーに転身。フリーとなったきっかけは、ファンであった歌手・吉川晃司の17枚目のシングル曲「KISSに撃たれて眠りたい」の歌詞に触発されたからであり、コンサートにもしばしば赴き、それが縁となって吉川本人とも知り合った。
本業の方はフリー転身をきっかけとして騎乗依頼が減少したが、この様子を見た布施正厩舎からネーハイシーザーの騎乗を依頼される。以後は同馬とのコンビで、同年の中日スポーツ賞4歳ステークスのレコード勝ちを始めとして、1994年には大阪杯・京阪杯（コースレコード）・毎日王冠（日本レコード）と次々に重賞を勝利。10月30日の天皇賞（秋）ではビワハヤヒデ・ウイニングチケットに次ぐ3番人気に支持され、セキテイリュウオーに1馬身半差を付けて優勝、人馬共に唯一GI制覇を果たした。この年は自己最高の41勝を挙げた。
1995年のマイラーズカップではオープンでなかなか勝てなかったビッグショウリで、イナズマタカオー・エルウェーウィン・フジノマッケンオーら重賞勝ち馬を抑えて勝利。同馬を重賞初制覇に導くと、その後は芝・ダートを問わず短距離戦線で活躍。秋はダートの東京盃で残り100ｍで内から猛追し、ゴール前まで馬体を併せての追い比べを続けて中央勢最先着の2着、芝に戻ったスワンステークスではトップハンデ58kgでヒシアケボノ・ノーブルグラスの3着と健闘。1996年は第1回プロキオンステークスでナムラコクオーの2着、1997年は阪急杯でシンコウフォレストの2着に入った。同馬以外ではチアズサイレンスで1996年の名古屋優駿を制するが、これが最後の重賞制覇となった。
1999年からは1桁の勝利数が続き、2001年には田中章博厩舎所属となるが、同年2月11日の京都第12競走4歳以上900万下・ゴールドメーカーが最後の勝利となった。9月16日の阪神第3競走3歳未勝利・フロムザハート（16頭中7着）が最後の騎乗となり、2002年2月28日付で現役を引退。
引退後は引き続き同厩舎にて調教助手として所属していたが、田中の死去による厩舎解散で2016年からは音無秀孝厩舎に移籍し、現在に至る。

## 通算成績
| 年     | 区分 | 1着 | 2着 | 3着 | 4着以下 | 出走数 | 勝率 | 連対率 |
| ------ | ---- | --- | --- | --- | ------- | ------ | ---- | ------ |
| 1987年 | 平地 | 33  | 30  | 26  | 181     | 270    | .122 | .233   |
| 1988年 | 平地 | 35  | 47  | 22  | 249     | 353    | .099 | .232   |
| 1989年 | 平地 | 9   | 5   | 4   | 56      | 74     | .122 | .189   |
| 1990年 | 平地 | 21  | 20  | 22  | 211     | 274    | .077 | .150   |
| 1991年 | 平地 | 17  | 21  | 22  | 148     | 208    | .082 | .183   |
| 1992年 | 平地 | 23  | 13  | 12  | 129     | 177    | .130 | .203   |
| 1993年 | 平地 | 22  | 18  | 14  | 253     | 307    | .072 | .130   |
| 1994年 | 平地 | 41  | 42  | 47  | 324     | 454    | .094 | .191   |
| 1995年 | 平地 | 24  | 30  | 29  | 326     | 409    | .059 | .132   |
| 1996年 | 平地 | 29  | 21  | 33  | 250     | 333    | .087 | .150   |
| 1997年 | 平地 | 12  | 14  | 8   | 191     | 225    | .053 | .116   |
| 1998年 | 平地 | 15  | 12  | 13  | 149     | 189    | .079 | .143   |
| 1999年 | 平地 | 1   | 5   | 3   | 69      | 78     | .013 | .077   |
| 2000年 | 平地 | 6   | 9   | 5   | 79      | 99     | .061 | .152   |
| 2001年 | 平地 | 1   | 1   | 1   | 21      | 24     | .042 | .083   |
| 2002年 | 平地 | 0   | 0   | 0   | 0       | 0      | .000 | .000   |
| 計     | 平地 | 289 | 288 | 261 | 2616    | 3454   | .084 | .153   |

### 主な騎乗馬
※括弧内は塩村騎乗時の優勝重賞競走。

※太字はGI競走、斜体は地方交流競走。
- ルイジアナピット（1989年阪神牝馬特別）
- ネーハイシーザー（1993年中日スポーツ賞4歳ステークス、1994年大阪杯・京阪杯・毎日王冠・天皇賞 (秋)）
- ビッグショウリ（1995年マイラーズカップ）
- チアズサイレンス（1996年名古屋優駿）

その他
- アキヒロホマレ
- タケノベルベット
- ミスターシクレノン